# MAXQDA
MAXQDA是一个为学术、科研以及商业机构设计的，借助计算机的对质性和混合方法对数据、文本和多媒体材料进行分析的软件。
MAXQDA可以用于质性、量化以及混合方法的研究。 MAXQDA注重将其用途延伸至质性研究之外，进而体现在它所能使用的变量的多样和广泛，以及较快地处理大量项目访谈材料的能力。

## 产品

### MAXQDA Standard
适用于Mac OS X以及Windows系统的MAXQDA标准版本 。可以为组织和分析质性数据提供工具，包括文本、音频、图像、视频以及书目文件和调查数据、Tweeter推文或者焦点小组的转录材料。这些数据会在MAXQDA Standard的四个窗口中被代码和备忘录所分析，而分析结果则会通过MAXQDA的可视化功能得到便捷地呈现。另外，MAXQDA Standard也带有一些量化数据分析工具，例如混合方法工具。

### MAXQDA Plus
MAXQDA Plus是MAXQDA的一个拓展版本，增加了MAXDictio 模块。 MAXDictio可以用于创建词典、搜索和过滤文本文件。另外，词汇以及单词频率分析也可用于支持质性研究的发现。

### MAXQDA Analytics Pro
MAXQDA Analytics Pro是MAXQDA的最高版本，除了MAXDictio模块，它还嵌入了质性数据统计分析的综合模块。Stats模块是MAXQDA项目用来进行数据分析、输入以及处理外部来自Excel或者SPSS的量化数据集提的工具。

### MAXQDA Reader
该软件用来为不具备MAXQDA许可证的情况下阅读和搜索MAXQDA项目。与拥有许可证的人不同，没有许可证时无法对项目进行编辑。

### MAXApp
MAXApp是一个在Android和iOS系统中都可以使用的免费移动应用终端，包含MAXQDA的部分核心功能，可以让用户在移动设备上创建项目并对数据以及野外调查笔记进行编码，并将其传送到电脑终端或某个现存的MAXQDA项目中。

## 版本历史
- 1989: MAX (DOS)
- 2001: MAXqda (Windows)
- 2003: MAXDictio (增加此功能，用于量化文本分析)
- 2005: MAXMaps (增加此功能，用于可视化作图）
- 2007: MAXQDA 2007 (Windows)
- 2010: MAXQDA 10 (Windows)
- 2012: MAXQDA 11 (Windows)
- 2012: MAXApp for iOS (iOS系统)
- 2014: MAXApp for Android (Android系统)
- 2014: MAXQDA 11 (Mac OS X)
- 2015: MAXQDA 12 (Windows 和 Mac OS X 通用)
- 2016: VERBI 推出两大新产品: MAXQDA基础版和MAXQDA Analytics Pro
- 2017: MAXQDA 2018 (Windows 和 MacOS 通用)
- 2019: MAXQDA 2020 (Windows 和 MacOS 通用)

## MAXQDA 2020 的特性
- 输入文本文件、表格、音频、视频、图像、Tweeter以及调查数据
- 数据被存储于项目文件中
- 阅读、编辑和对数据编码
- 将某个文本部分链接到另一个文本
- 使用备忘录做注解
- 可视化选项（不同文本的代码数量等）
- 从（向）SPSS和Excel输出（入）人口学信息（变量）
- 从SurveyMonkey导入在线调查数据
- 使用带有MAXQDA网页采集器的免费浏览器导入网页
- 搜索或标注词语
- 音频和视频文件的转录文本
- 内部项目视频播放器
- 链接数据到地理坐标（*.kml）
- 内容总结的工具
- 使用表情和符号编码
- 输出到text,excel,html,xml或特殊报告
- 创建频率表格和图表
- 用户管理
- 质性数据的统计分析

## 扩展阅读
- Juliet Corbin and Anselm Strauss: Basics of Qualitative Research: Techniques and Procedures for Developing Grounded Theory, 3rd edition, 2008, Sage Publications, Los Angeles, London, New Delhi, Singapore
- Ann Lewins and Christina Silver: Using Software in Qualitative Research: A Step-by-Step Guide, 2nd edition, 2014, Sage Publications, Los Angeles, London, New Delhi, Singapore

## 外部連結
- 官方网站 （页面存档备份，存于）